# Château de Saint-Chamant (Cantal)
Pour les articles homonymes, voir Château de Saint-Chamant.
Le château de Saint-Chamant est situé sur la commune de Saint-Chamant dans le Cantal.
Il fait l'objet d'une protection au titre des monuments historiques.

## Architecture
Dans un site remarquable dominant la vallée ouverte sur les monts du Cantal, la partie la plus ancienne du château est un donjon du XIVe siècle. Il y avait deux tours mais il ne reste que celle à trois pans, contenant l'escalier. De la tour ronde nord il ne reste que la base prise dans les soubassements du château.
Au XVIIe siècle, les Lignerac, futurs ducs de Caylus, construisent un vaste corps de logis. Ses pièces sont lambrissées et il abrite une remarquable collection de tapisseries d'Aubusson. Outre les Aubusson, on peut y admirer des Flandres XVIIe siècle, un retable XVIIe siècle dans la chapelle, le grand escalier, les boiseries.
Le petit corps de logis a été construit vers 1820 avec réemploi des matériaux de la tour ronde. L'avant-corps date de 1905. Les communs comportent une aile datée du XVIIe siècle qui est comme le château lui-même inscrite monument historique.
Le château de Saint-Chamant est entouré d'un parc en terrasses.

## Historique

### Famille de Saint-Chamant
Cette famille originaire du château de Saint-Chamant dans le Cantal a une branche qui s'est établie à Saint-Chamant.
La maison de Saint-Chamans (Corrèze), unie à celle d'Escorailles, est à l'origine de la branche de Saint-Chamant du Cantal.

### Famille de Balzac d'Entraygues
Robert de Balzac, sénéchal d'Agenais et de Gascogne (en 1473), conseiller et chambellan du roi Louis XI puis de  Charles VIII qui le nomme gouverneur de la citadelle de  Pise, était fils de Jean de Balsac,  seigneur d'Entraygues et d'Agnès de Chabannes. Il reconstruit le château de Montal dans le Lot sur les communes de Saint-Jean-Lespinasse et de Saint-Céré.
En 1473, il acquiert les droits de haute, moyenne et basse justice de la seigneurie de Saint-Chamant, droits dont la famille de Lagarde, titulaire, s'était désaisie récemmement auprès d'habitants de Salers. 
Après avoir reconstitué ce fief, en 1484, il fonde à Saint-Chamant, un chapitre de six chanoines, qu'il dote richement. Ce chapitre subsistera jusqu'à la Révolution.
Il se marie en 1474 avec Antoinette de Castelnau-Bretenoux, dont il a eu huit enfants. C'est sans doute lui qui fait construire l'actuel donjon du château. Il décède en 1503 et est inhumé dans l'église collégiale de Saint-Chamant qu'il avait fondée, aux côtés de son épouse, décédée en 1494. La plaque en bronze portant leur épitaphe et leurs armoiries se trouve à la mairie.
Le château reste à ses descendants jusqu'à sa vente en 1589, à la famille Robert de Lignerac.

### Famille Robert de Lignerac
François Robert de Lignerac (1535-1613), capitaine de Carlat et des gardes des reines  Isabeau d'Autriche et  Margot de Valois qui lui reprochait un caractère « avare et violent » et se félicita de son décès. Seigneur de Saint-Chamant, sans doute par son mariage en 1564 avec Françoise de Scorailles, qui descendait de Robert de Balzac, le château reste dans sa famille jusqu'à :
Achile Joseph Robert de Lignerac (1733-1783), duc de Caylus, qui mène grand train à Versailles et Paris. En 1777, ses créanciers font saisir ses biens et obtiennent la mise en vente judiciaire au Châtelet, à Paris, du château et de la terre de Saint-Chamant. En 1783, les créanciers revendent Saint-Chamant à M. Pierre Couderc, conseiller du roi au présidial d'Aurillac.

### Famille Couderc de Saint-Chamant
Pierre Couderc (vers 1732-1809), conseiller audiencier à la chancellerie de la Cour des comptes de Montpellier, était marié à Marie Veyrines qui lui donne un fils qui hérite de son importante fortune :
François Couderc (1780-1863), intendant en Espagne, membre de la loge Les Frères de la Vraie Lumière de Saint-Flour, nommé receveur-général du Cantal en 1815.
Depuis 1783, la famille actuelle maintient cet ensemble bien vivant.

## Protection
Le château, y compris les intérieurs et l'aile du XVIIe siècle des communs, est inscrit au titre des monuments historiques le 21 mars 1988.
Un nouvel arrêté d'inscription en date du 20 juillet 2022 se substitue au précédent et couvre le château en totalité, y compris les deux ailes de communs, les cours, les jardins et le terrain d'assiette du verger et du potager.